# Hyphydrus tristiculus
Hyphydrus tristiculus är en skalbaggsart som beskrevs av Guignot 1951. Hyphydrus tristiculus ingår i släktet Hyphydrus och familjen dykare. Inga underarter finns listade i Catalogue of Life.